# Коротояцька сільська рада
Коротоя́цька сільська рада (рос. Коротоякский сельский совет) — сільське поселення у складі Хабарського району Алтайського краю Росії.
Адміністративний центр — село Коротояк.

## Населення
Населення — 1716 осіб (2019; 2034 в 2010, 2377 у 2002).

## Склад
До складу сільської ради входять:
| Населений пункт      | Населення, осіб (2002) | Населення, осіб (2010) |
| -------------------- | ---------------------- | ---------------------- |
| Калиновка, селище    | 90                     | 43                     |
| Коротояк, село       | 1216                   | 1093                   |
| Смирновський, селище | 108                    | 54                     |
| Усть-Кур'я, селище   | 213                    | 165                    |
| Хабари, селище       | 112                    | 87                     |
| Цілинний, селище     | 638                    | 592                    |